# José Zalazar
José Luis Zalazar Rodríguez (Montevideo, 26 de outubro de 1963) é um ex-futebolista profissional uruguaio, que atuava como meia-atacante.

## Carreira
José Zalazar fez parte do elenco da Seleção Uruguaia de Futebol da Copa do Mundo de 1986 